# Lloyd Shoes

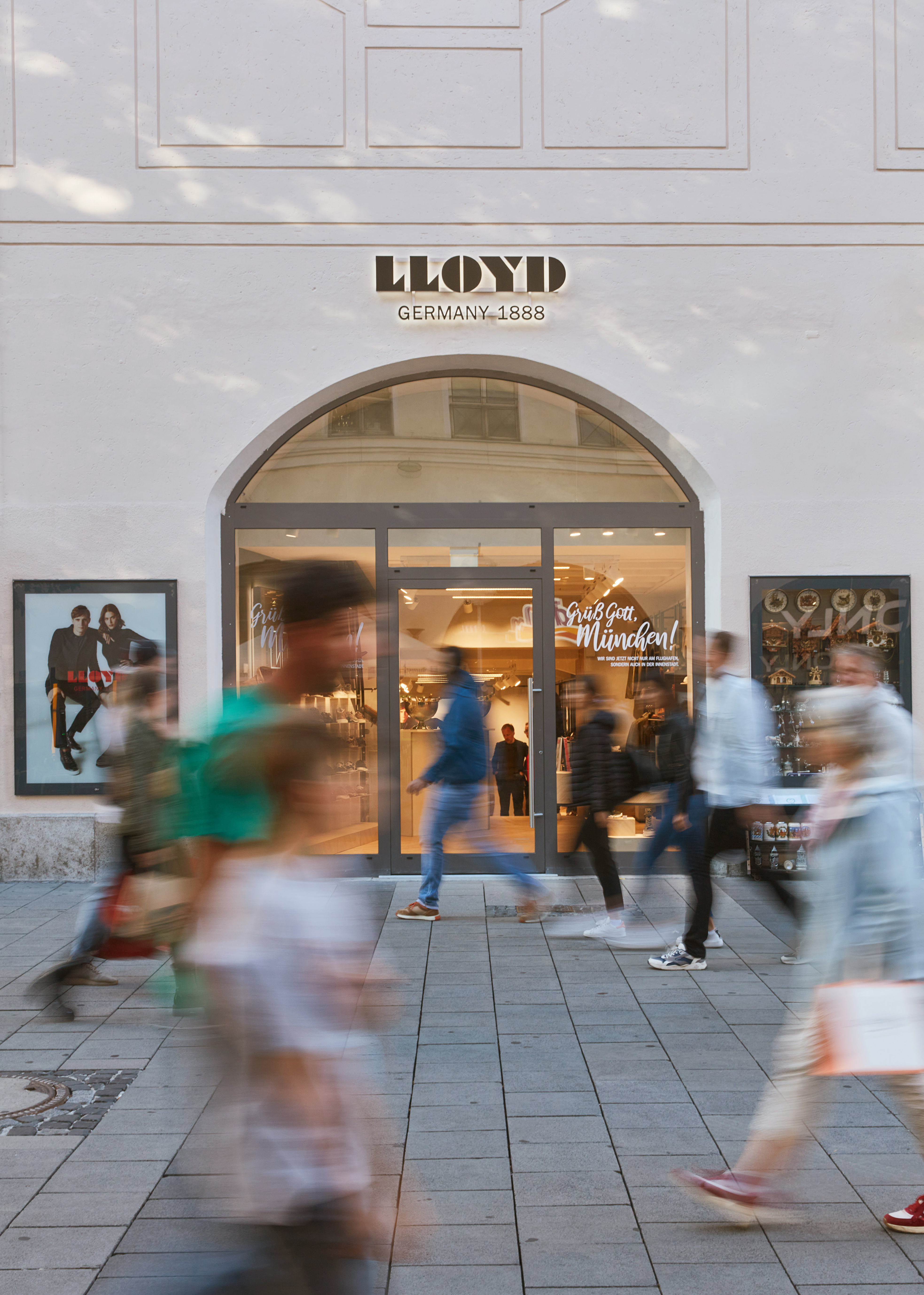
LLOYD Concept Store in München

Die Lloyd Shoes GmbH (Eigenschreibweise: LLOYD) ist ein deutscher Schuhhersteller mit Sitz in Sulingen. Die hundertprozentige Tochtergesellschaft der Arklyz Group AG, Stansstad / Schweiz, vertreibt Herren- und Damenschuhe, Aktenkoffer, Geldbörsen, Hemden, Lederbekleidung, Socken und Taschen.

## Geschichte
Hermann Friedrich Meyer gründete am 13. Februar 1888 in Bremen die H. F. Meyer Schuhfabrik.
1898 befürchteten die Beschäftigten durch den Einsatz von neu entwickelten Maschinen in der Zwickerei Lohneinbußen und bestreikten das Unternehmen.
Die sozialen Spannungen der Bremer Arbeiterschaft auch im Schuhmacherhandwerk
führten bereits im April 1897 u. a. zu Arbeitsniederlegungen der Schuhmachergesellen in anderen Betrieben. Mit der Lieferung von 23 Paar Schuhen in die Niederlande begann das Unternehmen ab 1923 den länderüberschreitenden Geschäftsbetrieb mit der Absicht, den europäischen Markt zu beliefern und dadurch den Export auszubauen.
Die anfänglich tägliche Produktion von ca. 180 Paar wurde bis 1936 auf 400–500 Paar gesteigert. Auf dem Fabrikgelände Bogenstraße 6 befand sich während des Nationalsozialismus ein Reichsarbeitslager.
Mit dem 23. Dezember 1943 endete mit der 1942 begonnenen und Auslagerung der Stanzerei abgeschlossenen kriegsbedingten Verlagerung nach Sulingen der 55-jährige Betrieb am Doventorsteinweg. Im Dezember 1943 wurde das Fabrikgebäude in Bremen durch Bombeneinwirkung weitgehend zerstört. 1946 wurde die Produktion am neuen Standort wieder aufgenommen.
In der Zweiten Hälfte des 20. Jahrhunderts entwickelte sich Lloyd zu einem der führenden Hersteller Europas im Herrenschuh Premiumsegment.
1997 entschlossen sich die geschäftsführenden Gesellschafter Dieter H. Meyer und Gerrit Meyer die Lloyd Schuhfabrik an die Ara AG Langenfeld (NRW) zu verkaufen.
2018 erinnerte das Unternehmen an sein 130-jähriges Bestehen, verbunden mit dem 50. Geburtstag des roten Streifens. Ende Juni 2023 gab die Ara AG bekannt, sich von Lloyd Shoes trennen zu wollen und für das Unternehmen einen Investor zu suchen. Im Januar 2024 gab die Ara AG bekannt, mit der Schweizer Arklyz Group AG einen neuen Eigentümer für Lloyd gefunden zu haben. Die Übernahme sollte Ende März 2024 abgeschlossen sein.

## Markenname
Auf der Suche nach einem einprägsamen Begriff für seine Produkte und um zusätzlich im Export markant aufzutreten wurde der Unternehmensname Lloyd in Anlehnung an den Kaffeehausbesitzer Edward Lloyd gewählt, der bis heute in unveränderter Form besteht. 1905 ließ sich das Familienunternehmen die Marke Lloyd sichern, am 30. September 1925 zusätzlich das Wortbildzeichen schützen. Ab 1927 firmiert es ausschließlich mit Lloyd und entsprechenden Zusätzen in unterschiedlichen Gesellschaften.

## Produktionsstätten
Nachdem im Sommer 2020 die Schuhproduktion am Sitz des Unternehmens in Sulingen mit Ausnahme der Herstellung von Musterteilen vollständig eingestellt wurde, werden Lloyd-Schuhe seither ausschließlich in Werken in Rumänien und Indien hergestellt.

## Unternehmensstruktur
Das Unternehmen bildet Schuhfertiger aus. In früheren Jahren wurden die Auszubildenden in der Schuhfachschule in Pirmasens unterrichtet, heute besuchen sie die ortsansässige Berufsschule.
Lloyd hat europaweit 13 Tochtergesellschaften, dazu gesellen sich 28 Concept Stores und 12 Factory Outlets. Das Unternehmen hat 3350 Verkaufsstellen und exportiert in mehr als 56 Länder. 2018 wurden rund 1,8 Mio. Paar Schuhe hergestellt.

## Tochtergesellschaften (Auswahl)
- 2009: Lloyd Shoes Switzerland GmbH mit einem Stammkapital von 40.000 CHF[13]

## Belege
1. ↑  Bremer Gruppe Arbeiterpolitik (Hrsg.): Die Bremer Linksradikalen. 2. Aufl. Bremen 1979, S. 10: Streik der Schuhmachgesellen und die Arbeiter der Jutespinnerei (Memento des Originals vom 19. August 2019 im Internet Archive)  Info: Der Archivlink wurde automatisch eingesetzt und noch nicht geprüft. Bitte prüfe Original- und Archivlink gemäß Anleitung und entferne dann diesen Hinweis. (PDF; 5,1 MB), abgerufen am 17. Februar 2012.
2. ↑  Streikdaten der Schuhmachergesellen und Jutearbeiter, abgerufen am 17. Februar 2012.
3. ↑  111 Jahre war Lloyd in Familienbesitz. In: Die Welt, abgerufen am 15. Februar 2012.
4. ↑  Zivilarbeitslager. (Memento vom 9. Juli 2014 im Internet Archive) zinelibrary.info, abgerufen am 15. Februar 2012 (PDF; 1,4 MB).
5. ↑  Reichsarbeitslager, abgerufen am 15. Februar 2012.
6. ↑  Ein Lloyd vor der Lloyd-Schuhfabrik in Sulingen (Seite nicht mehr abrufbar, festgestellt im April 2019. Suche in Webarchiven)  Info: Der Link wurde automatisch als defekt markiert. Bitte prüfe den Link gemäß Anleitung und entferne dann diesen Hinweis., abgerufen am 15. Februar 2012
7. ↑  Lloyd Time, 14. Jahrgang, 2.11, S. 16 und 17 (Seite nicht mehr abrufbar, festgestellt im April 2019. Suche in Webarchiven)  Info: Der Link wurde automatisch als defekt markiert. Bitte prüfe den Link gemäß Anleitung und entferne dann diesen Hinweis., abgerufen am 13. Februar 2012
8. ↑   Amtsgericht Sulingen, HRA 370
9. ↑  Harald Bartels: Ara-Gruppe trennt sich von Schuhhersteller Lloyd Shoes, kreiszeitung.de vom 1. Juli 2023, abgerufen am 31. Oktober 2023.
10. ↑  Lloyd Shoes in Schweizer Händen: Arklyz Group wird neuer Eigentümer. 16. Januar 2024, abgerufen am 30. April 2024.
11. ↑  Magazine: van Bommel: Was sollen wir in Miami? In: brandeins.de. 23. Mai 2019, abgerufen am 21. Dezember 2018.
12. ↑  Andreas Behling: Lloyd Shoes in der Krise: Schuhhersteller stellt Produktion in Sulingen ein – Bürgermeister entsetzt. Kreiszeitung, 8. Juli 2020, abgerufen am 8. Juli 2020.
13. ↑  chregister. ch, abgerufen am 21. März 2025.

Koordinaten: 52° 40′ 24,5″ N, 8° 47′ 0,7″ O